# پیتر ریکه
پیتر ریکه (هلندی: Pieter Rijke؛ زاده ۱۱ ژوئیهٔ ۱۸۱۲ درگذشته ۷ آوریل ۱۸۹۹) یک فیزیک‌دان اهل هلند بود.